# Étienne Mattler
Étienne Mattler (Belfort, 25 de desembre de 1905 - Sochaux, 23 de març de 1986) fou un futbolista francès de les dècades de 1920 i 1930.
Pel que fa a clubs, defensà els colors dels clubs US Belfort (1921-1927), AS Troyes (1927-1929), i FC Sochaux (1929-1946), club, aquest darrer, on guanyà dues lligues els anys 1935 i 1938 i una copa l'any 1937. Fou 46 cops internacional amb la selecció francesa de futbol, amb la qual disputà els Mundials de 1930, 1934 i 1938, essent un dels quatre jugadors que van participar en els tres primers Mundials, juntament amb Edmond Delfour, Nicolae Kovács i Bernard Voorhoof.
Fou entrenador del FC Sochaux entre 1944 i 1946.